# 西条昭和町
西条昭和町（さいじょうしょうわまち）とは、広島県東広島市の町丁。丁番を持たない単独町丁であり、全域で住居表示が実施されている。

## 概要
西条地区中心部、「東広島警察署前」交差点付近の一帯を町域としている。東に西条大坪町、西に西条町西条東、北に西条栄町、南は黒瀬川を挟んで西条中央に面する。
西条町時代は単に「昭和町」と称していたが、東広島市発足に際し「西条」を冠して西条昭和町となっている。

## 沿革
- 1965年（昭和40年）[注釈 1] - 賀茂郡西条町大字西条の一部が分離され、昭和町となる[2]。
- 1974年（昭和49年）4月20日 - 西条町が周辺3町と合併し、東広島市が発足。昭和町は「西条昭和町」として東広島市の町丁となる[2][3]。
- 1990年（平成2年）11月5日 - 西条栄町の一部を編入し、同日住居表示実施[1]。

## 交通

### 鉄道
町内に鉄道路線は通っていないが、至近距離に西条駅（JR山陽本線）がある。

### バス
JRバス中国、芸陽バスならびに東広島市のコミュニティバス「のんバス」が運行されている。

#### JRバス中国・芸陽バス共同運行
- 西条駅 - ブールバール経由 - 広島大学

#### JRバス中国
- 西条駅 - 御薗宇 - 乃美尾 - 広島国際大学
- 西条駅 - 広島中央サイエンスパーク

#### のんバス
西条駅を起点に、西条地区市街地を環状運転している。

### 道路

#### 一般国道
- 国道486号線

#### 一般地方道
- 広島県道195号西条停車場線 - 通称ブールバール

## 施設

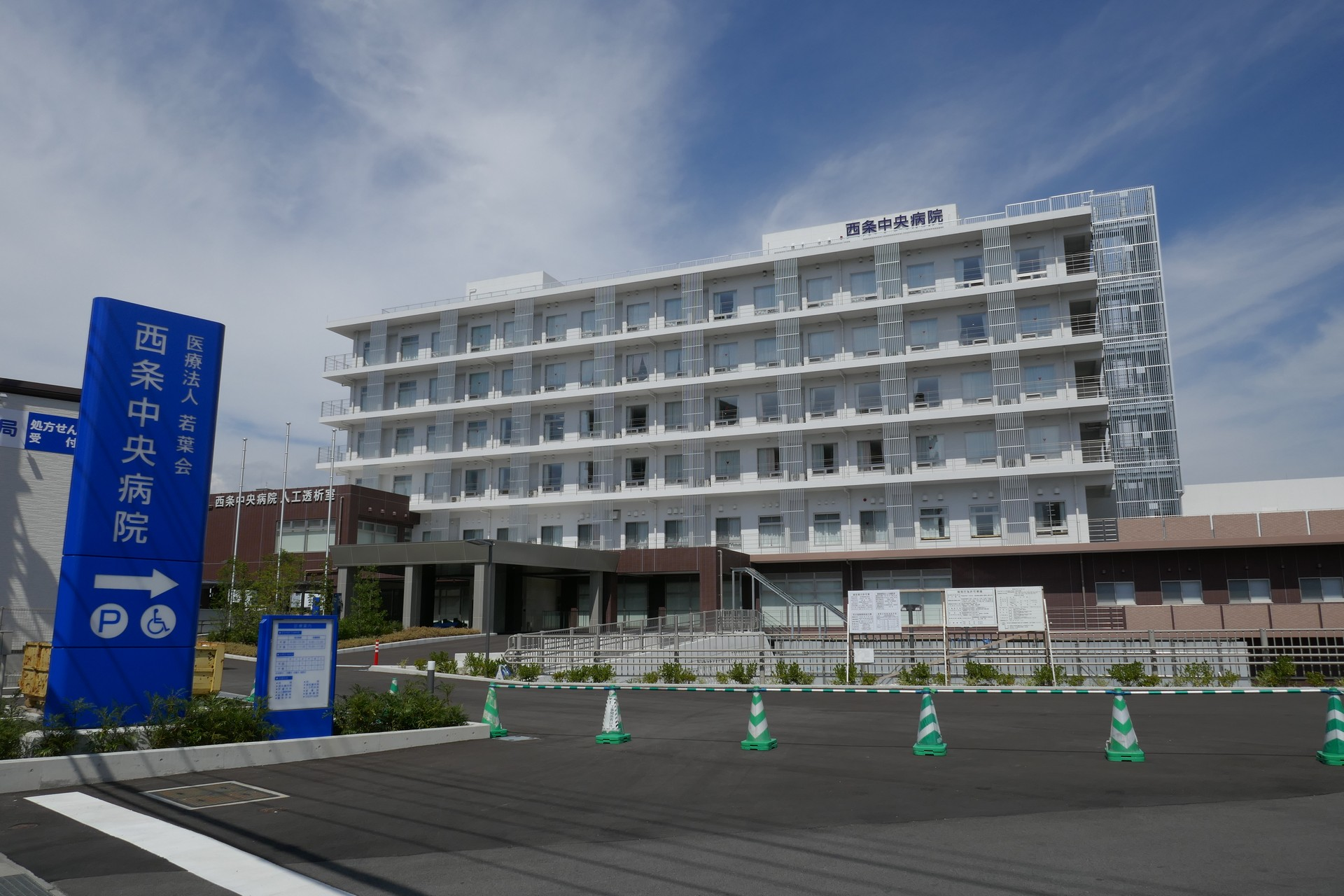
西条中央病院

- 東広島警察署
- 西条中央病院
- 広島県東広島庁舎
- 西条税務署

## 学区
公立小学校に通学する場合、西条小学校ならびに西条中学校に通学することになる。

## 面積
2020年時点での面積は0.168501149km2である。

## 世帯数・人口
2024年11月末での世帯数は541世帯、人口は1238人である。